# Hocco nocturne
Nothocrax urumutum
Genre
Espèce
Statut de conservation UICN

 LC  : Préoccupation mineure
Le Hocco nocturne ou Nothocrax nocturne (Nothocrax urumutum) est une espèce d'oiseaux de la famille des Cracidae, la seule représentante du genre Nothocrax.

## Description
Cet oiseau mesure 66 cm. La tête est vivement colorée, avec une crête ample, le plumage est brun roux.

## Comportement
Il est actif le jour et il ne chante que la nuit.

## Répartition et habitat

aire de répartition du Hocco nocturne (Nothocrax urumutum)

Cet oiseau fréquente notamment varzeas et forêts humides en Amazonie.